# Cheyletiella blakei
Cheyletiella blakei är en spindeldjursart som beskrevs av Frank Jason Smiley 1970. Cheyletiella blakei ingår i släktet Cheyletiella och familjen Cheyletidae. Inga underarter finns listade i Catalogue of Life.